# Eocasea martini
L'eocasea (Eocasea martini) è un tetrapode estinto, appartenente ai sinapsidi. Visse nel Carbonifero superiore (Pennsylvaniano, circa 302 milioni di anni fa) e i suoi resti fossili sono stati ritrovati in Kansas.

## Descrizione
Questo animale è noto per uno scheletro incompleto, sufficiente tuttavia a ricostruire l'animale. Lo scheletro appartiene a un esemplare giovane, lungo circa 20 centimetri. La morfologia cranica di Eocasea indica senza ombra di dubbio che questo animale era parte di un gruppo noto come caseasauri, considerati i più basali fra i sinapsidi. Eocasea possedeva una grande finestra temporale laterale, delimitata da un osso squamoso stretto posteroventralmente. L'osso sopratemporale ampio e grande era molto simile a quello che si riscontra in forme erbivore come Casea e Cotylorhynchus, e molto diverso dai piccoli caseasauri carnivori come Eothyris. Eocasea differiva dai caseidi erbivori in numerose caratteristiche, tra cui la presenza di una gabbia toracica stretta, denti conici e aguzzi e una taglia molto ridotta. 

## Classificazione
Eocasea martini è stato descritto per la prima volta nel 2014, sulla base di un fossile ritrovato nella cava Hamilton nel Kansas, risalente al Pennsylvaniano superiore. Secondo un'analisi filogenetica, Eocasea sarebbe il rappresentante più basale dei caseidi, un gruppo di sinapsidi che furono tra i primi tetrapodi a sviluppare la dieta erbivora. I caseidi svilupparono denti a forma di foglia e seghettati, e ampie casse toraciche a forma di barile; Eocasea era ancora sprovvisto di queste caratteristiche, ed è quindi considerato il più primitivo (nonché antico) caseide noto. 

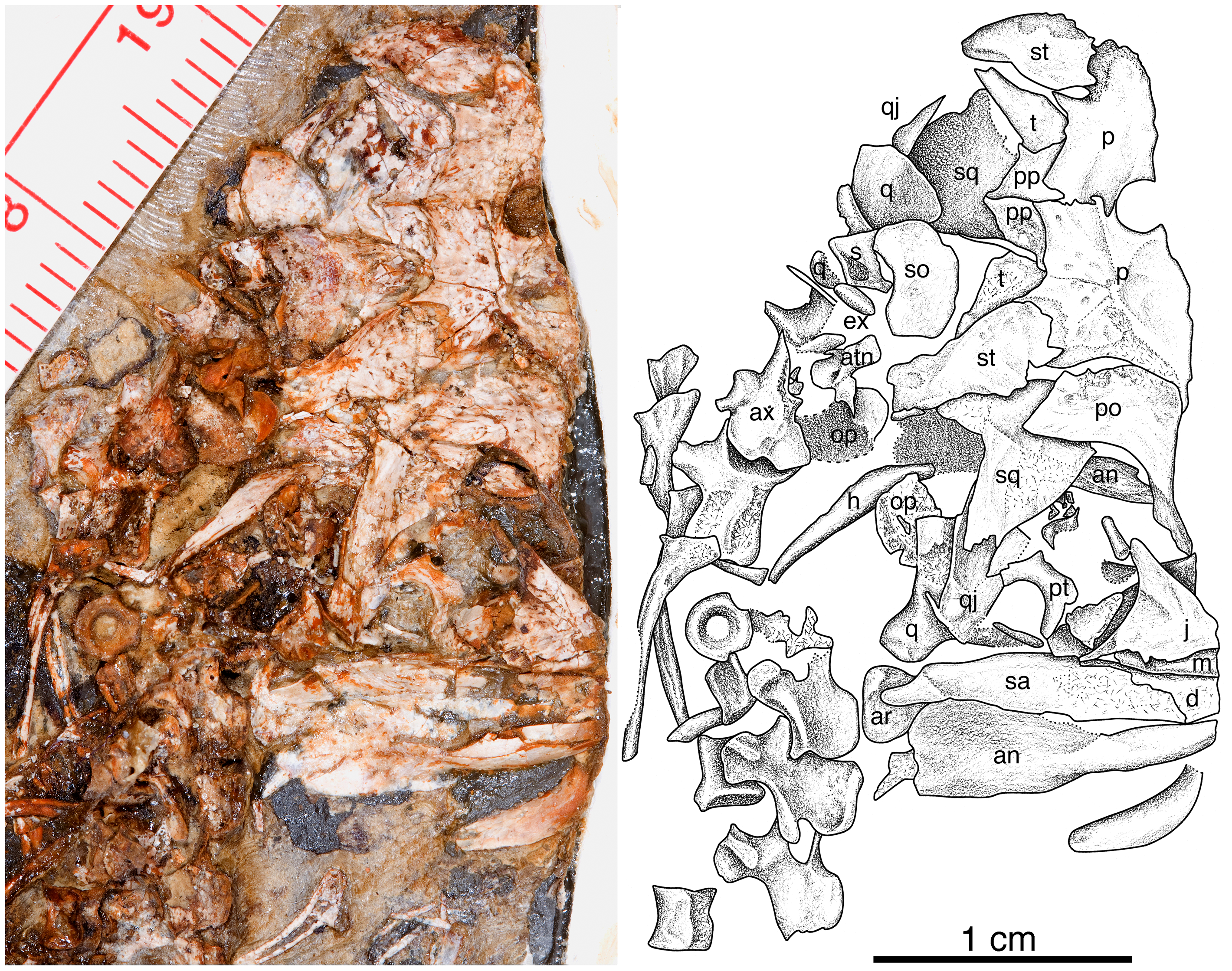
Particolare del cranio di Eocasea martini

## Significato dei fossili
La scoperta di Eocasea estende la documentazione fossile dei caseidi al Carbonifero superiore, e riempie un significativo spazio temporale, dimostrando che questo importante clade di sinapsidi è molto più antico di quanto evidenziato finora dai fossili. I resti di Eocasea, quasi sicuramente un piccolo carnivoro, portano chiare prove che i grandi caseidi erbivori del Permiano, i più grandi vertebrati terrestri noti del loro tempo, si svilupparono da piccoli membri del clade non ancora erbivori. Questo tipo di evoluzione si riscontra in altri cladi permo-carboniferi che comprendono i primi vertebrati terrestri erbivori (Diadectidae, Edaphosauridae, Captorhinidae). Tra gli amnioti, furono i sinapsidi (il gruppo che comprende anche i mammiferi) ad acquisire la dieta erbivora all'inizio della loro storia evolutiva. Le prove fossili indicano che questa innovazione nel comportamento nutritivo condusse, alla fine del Permiano, alla formazione delle catene trofiche di tipo moderno negli ecosistemi terrestri, con numerosi erbivori e relativamente pochi carnivori. Furono quindi i sinapsidi a sviluppare sia grandi erbivori che grandi predatori terrestri, una condizione che è rimasta pressoché inalterata fin dalla fine dell'Era Paleozoica.
Nello stesso giacimento in cui sono stati ritrovati i resti di Eocasea sono state fatte altre scoperte notevoli: uno dei più antichi diapsidi noti, probabilmente il primo rettile acquatico (Spinoaequalis), il più antico e primitivo varanopseide (Archaeovenator) e il più antico captorinide (Concordia cunninghami).